# Амбатові – Таматаве
Амбатові – Таматаве – пульпопровід на Мадагаскарі, що є складовою частиною великого гірничо-металургійного проекту Амбатові.
В межах проекту у 2011 році ввели в дію гідротранспортну систему, яка забезпечує транспортування нікель-кобальтого концентрату з рудника Амбатові до розташованого на узбережжі гідрометалургійного заводу Таматаве. Довжина трубопроводу 208 км, діаметр 600 мм. Для мінімізації впливу на довкілля пульпопровід на всій протяжності виконано у підземному варіанті.
Роботу пульпопроводу забезпечує головна насосна станція, проте за потреби можливе встановлення додаткових перекачуючих потужностей. В 2017-му з Амбатові відправили 4,1 млн тонн концентрату.